# Fahd Ndzengue
Fahd Richard Ndzengue Moubeti (ur. 7 lipca 2000 w Libreville) – gaboński piłkarz grający na pozycji lewoskrzydłowego. Od 2019 jest zawodnikiem klubu Tabor Sežana.

## Kariera klubowa
Swoją piłkarską karierę Ndzengue rozpoczął w klubie CF Mounana. W sezonie 2016/2017 zaliczył w jego barwach debiut w pierwszej lidze gabońskiej. W debiutanckim sezonie wywalczył z nim mistrzostwo Gabonu.
W 2019 roku Ndzengue przeszedł do słoweńskiego drugoligowego klubu Tabor Sežana. Swój debiut w nim zaliczył 7 kwietnia 2019 w wygranym 3:0 domowym meczu z ND Bilje. W sezonie 2018/2019 awansował z Taborem do pierwszej ligi.
| Sezon   | Klub         | Kraj     | Rozgrywki                     | Mecze | Gole |
| ------- | ------------ | -------- | ----------------------------- | ----- | ---- |
| 2016/17 | CF Mounana   | Gabon    | Gabon Championnat National D1 | ?     | 7    |
| 2018    | CF Mounana   | Gabon    | Gabon Championnat National D1 | ?     | ?    |
| 2018/19 | Tabor Sežana | Słowenia | 2. SNL                        | 8     | 0    |
| 2019/20 | Tabor Sežana | Słowenia | 1. SNL                        | 4     | 1    |
| 2020/21 | Tabor Sežana | Słowenia | 1. SNL                        | 18    | 2    |

## Kariera reprezentacyjna
W reprezentacji Gabonu Ndzengue zadebiutował 16 listopada 2020 w przegranym 1:2 meczu kwalifikacji do Pucharu Narodów Afryki 2021 z Gambią, rozegranym w Bakau. W 2022 roku został powołany do kadry na Puchar Narodów Afryki 2021. Na tym turnieju nie rozegrał żadnego meczu.